# Адвокатите
„Адвокатите“ (на английски: The Practice) е американски драматичен сериал по идея на Дейвид Кели, въртящ се около партньорите и съдружниците в правна фирма в Бостън. За излъчването си от 4 март 1997 г. до 16 май 2004 г. сериалът печели наградата Еми за Най-добър драматичен сериал през 1998 и 1999 г., както и дава началото на успешната и по-лека поредица „Адвокатите от Бостън“, която се излъчва от 2004 до 2008 г.

## „Адвокатите“ в България
В България сериалът е излъчен по Fox Crime. Дублажът е на студио Доли. Ролите се озвучават от артистите Лидия Вълкова, Милена Живкова, Виктор Танев, Христо Узунов и Петър Чернев. За кратко сериалът претърпява промени в озвучаващия състав, включващи присъединяването на Биляна Петринска и Тодор Николов.
На 22 април 2010 г. започва повторно излъчване по AXN със субтитри на български, всеки делничен ден от 18:10.